# Liste der Baudenkmale in Naseby
Die Liste der Baudenkmale in Naseby umfasst alle vom New Zealand Historic Places Trust (NZHPT) als „Historic Place“ oder „Historic Area“ eingestuften Baudenkmale und Flächendenkmale der neuseeländischen Ortschaft Naseby. Die Angaben stammen aus dem Register des NZHPT. Die Bezeichnungen der Baudenkmale orientieren sich an diesem Register. In die Liste werden auch bekannte Wahi Tapu (Area), kulturell und religiös bedeutsame Stätten und Gebiete der Māori, aufgenommen. Sie werden jedoch meist nicht publiziert.

| Bild                 | Bezeichnung                      | Ort    | Anschrift                                     | Beschreibung                                                                              | Bauzeit              | Eintrag           | Nummer | Kat. |
| -------------------- | -------------------------------- | ------ | --------------------------------------------- | ----------------------------------------------------------------------------------------- | -------------------- | ----------------- | ------ | ---- |
| weitere Bilder       | Strong's Watchmaker Shop         | Naseby | 16 Leven Street Karte                         | Uhrmacherladen aus der Goldgräberzeit                                                     | 1886                 | 23. Juni 2011     | 2270   | 1    |
| BW                   | St George's Anglican Church      | Naseby | 46 Derwent Street Karte                       | anglikanische Kirche                                                                      | 1874–1875            | 23. Juni 2011     | 2271   | 1    |
| weitere Bilder       | Naseby Athenaeum                 | Naseby | Derwent Street Karte                          | Bibliothek                                                                                | 1865                 | 26. November 1987 | 4369   | 1    |
| BW                   | Ancient Briton Hotel             | Naseby | 16-18 Leven Street Karte                      | Hotelgebäude                                                                              | 1863                 | 23. Juni 2011     | 3214   | 2    |
| BW                   | Church of the Sacred Heart       | Naseby | 8 Foyle Street Karte                          | ehemalige katholische Kirche                                                              | 1906                 | 10. Dezember 2010 | 2265   | 2    |
| BW                   | Inder Cottage                    | Naseby | 24 Derwent Street Karte                       | Wohnhaus                                                                                  | 1870er (Mitte)       | 15. April 2011    | 3216   | 2    |
| weitere Bilder       | Maniototo County Council Offices | Naseby | Ecke 3 Earne Street und Leven Street Karte    | ehem. Verwaltung des Maniototo County, heute Maniototo Early Settlers' Association Museum | 1878                 | 15. April 2011    | 2268   | 2    |
| BW                   | Naseby Courthouse                | Naseby | 18 Derwent Street Karte                       | ehem. Gerichtsgebäude                                                                     | 1876                 | 27. Juni 2008     | 2266   | 2    |
| BW                   | Naseby Post Office               | Naseby | 14-16 Derwent Street und Keswick Street Karte | ehemaliges Postamt                                                                        | 1871                 | 2. März 2011      | 2267   | 2    |
| BW                   | Naseby Presbyterian Church       | Naseby | 24 Oughter Street Karte                       | Kirche                                                                                    | 1872                 | 23. Juni 2011     | 2264   | 2    |
| weitere Bilder       | Royal Hotel                      | Naseby | 1 Earne Street and Broom Street Karte         | Hotel                                                                                     | 1863                 | 23. Juni 2011     | 2269   | 2    |
| BW                   | Guffie Cottage                   | Naseby | 22 Derwent Street, Naseby Karte               | Wohnhaus                                                                                  | 1870er Jahre (Mitte) | 15. April 2011    | 3215   | 2    |
| Naseby Historic Area | Naseby Historic Area             | Naseby | Derwent Street Karte                          | mehrere historische Bauwerke entlang der Derwent Street                                   | n.a.                 | 13. Dezember 1986 | 7365   | HA   |